# 알레산드로 발리냐노

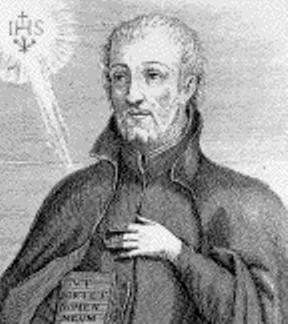
1600년경의 알레산드로 발리냐노. 왼쪽 태양에 있는 글자는 예수회의 문장이다

알레산드로 발리냐노(이탈리아어: Alessandro Valignano, 1539년 2월 15일 ~ 1606년 1월 20일)는 이탈리아 출신의 예수회 소속 기독교 선교사이자 사제이다. 동양에 로마 가톨릭교회를 알리려 노력하였다.

## 생애
발리냐노는 나폴리 왕국 아브루초주 키에티에서 부유한 귀족가정에서 태어났다. 그의 부친은 그 지역 대주교 지오반니 피에트로 카라파(Giovanni Pietro Carafa, 후의 교황 바오로 4세)의 절친한 친구였다.
1566년 발리냐노는 로마에서 예수회에 가입하고 아울러 로마학원의 학생이 되었다. 당시 저명한 수학자였던 클라비우스 아콰비바(Claudio Acquaviva)의 지도로 수학, 물리, 철학, 신학을 공부했다.
1571년 발리냐노는 잠시 성 안드레아 소신학원 원장이 되었다. 직무관계로 그 해 가을 젊은 마테오 리치에 대한 시험을 맡게 되었으며, 이러한 인연으로 마테오 리치의 후견인이 되어 그에게 지대한 영향을 미치는 사람이 되었다. 이후 발리냐노는 1년간 마자라타(馬柴拉塔)학원의 원장이 되었다.
1573년 발리냐노는 예수회 제4대 총장 에버라드 머큐리안(Everard Mercurian)의 눈에 들어 4대 서원을 하고 그 해 5월 인도에서 일본에 이르는 예수회 전 교구 사무를 주관하는 시찰원 겸 부주교로 임명되었다.
1574년 1월 1일 포르투갈 국왕 세바스치앙을 접견하고 선교 사업에 지대한 영향을 미치게 되는 “국적을 뛰어넘는 대동주의 채택”건의안을 제출하였는데, 이 건의안은 이후 열렸던 예수회 성장회의에서 통과되었다. 3월 23일 발리냐노는 국적이 다른 41명의 예수회 선교사들을 인솔해 차지아스(査加斯)호를 타고 리스본을 출발 9월 6일 고아에 부임했다.
발리냐노는 동방선교를 1574년 9월 6일부터 32년간 3차례나 일본을 방문하였으며 1606년 1월 20일 갑자기 신장질환이 발병하여 숨질 때까지 마카오에 있었다.

## 도요토미 히데요시와 회견
1587년 도요토미 히데요시가 바테렌 추방령을 내려 예수회 선교사를 일본에서 추방시키는 명령을 내렸다. 예수회의 동인도 순찰사였던 발리냐노는 히데요시의 추방령이 어떻게든 무효가 되도록 분주하게 움직였다. 그는 1590년(덴쇼 18년), 귀국한 덴쇼 소년사절단과 함께 인도 총독의 대사 자격으로서 주라쿠 다이에서 히데요시와 회견했다. 발리냐노는 히데요시에게 황금장식을 붙인 매우 아름답고 훌륭한 밀라노산 백색 갑주 2벌, 모두 은으로 된 매우 훌륭한 장식이 붙은 커다란 검 두 자루, 진귀한 두자루의 총포,총포로 사용할 수 있는 투리사드(총포이지만 무엇인지 확실치 않음) 하나, 야전용 천막 한세트, 대단히 훌륭한 유화, 괘포 4매, 아라비아산 말 두마리 등을 선물로 바쳤다. 이에 보답으로 히데요시는 발리냐노에게 커다란 쟁반 두개를 주었는데 하나에는 은 100매, 다른 쟁반에는 솜을 둔 비단 옷 4벌이 들어있었다. 또 그를 수행한 예수회 사제들에게도 똑같이 은과 비단 옷을 선물했다. 그 때의 히데요시는 자신의 힘을 과시하는 것 같은 코엘료의 태도에 격렬하게 비난하고 있었다. 이러한 히데요시의 분노를 억제하기 위해서 결국 발리냐노는 히데요시의 조선 출병(임진왜란)에 전면 협력을 할 수 밖에 없게 되었다. 실제로 조선에 출병한 그 대부분이 고니시 유키나가를 비롯한 크리스천 영주들이었다.

## 같이 보기
- 프란치스코 하비에르
- 마테오 리치
- 중국 의례 논쟁
- 야스케